# Acutalis biguttula
Acutalis biguttula är en insektsart som beskrevs av Leon Fairmaire. Acutalis biguttula ingår i släktet Acutalis och familjen hornstritar. Inga underarter finns listade i Catalogue of Life.